# Budget du gouvernement du Québec de 1998
Lire en ligne

Discours sur le budget

Livre des crédits

1997 1999
Le budget du gouvernement du Québec de 1998 s'appliquant à l'année fiscale 1998-99 est présenté par Bernard Landry le 31 mars 1998 à l'Assemblée nationale. C'est le troisième exposé budgétaire de Bernard Landry et le dernier de la 35e législature du Québec.

## Contexte
Le budget est annoncé deux mois après la crise de verglas qui a paralysé la provice au début janvier 1998. Selon Bernard Landry, l'impact financier du verglas s'élève à 2 milliards de dollars pour le gouvernement du Québec. Le ministre annonce dans son discours que la cible énoncée dans la Loi sur l'élimination du déficit et l'équilibre budgétaire pour 1997-98 est atteinte et même légèrement dépassée (2,069 milliards de déficit contre une cible de 2,2 milliards).
Malgré le verglas, le budget est présenté dans un contexte de redémarrage économique progressif : la croissance a accéléré en 1997 (2,4 % contre une prévision de 1,5 %), tout comme les créations d'emplois (48 000 contre une prévision de 25 000).
Quelques mois avant le dépôt du budget, le rapport du groupe de travail mené par Joseph Facal recommandait l'abolition de 34 organismes et le regroupement de 62 autres sur les 204 organismes étudiés par le groupe de travail.

## Principales mesures

### Impôt sur le revenu
Après l'importante réforme du budget précédent, le budget 1998 apporte quelques modifications ponctuelles:
- L'aide aux étudiants est améliorée avec un nouveau crédit d'impôt de 23 % sur les intérêts d'un prêt-étudiant ;
- Les familles bénéficient d'une bonification de la réduction d'impôt pour les familles monoparentales qui partagent un logement (de 970 à 1 195 $) ;
- Le traitement fiscal des dons est simplifié et bonifié : le plafond de dons pour le calcul du crédit d'impôt de 23 % est unifié à 75 %[note 2] du revenu annuel du donateur ou 100 % dans l'année de son décès ;
- Un crédit d'impôt remboursable est créé pour les habitants de villages nordiques.

Le plafond d'admissibilité au régime d'épargne-actions (fixé à 250 millions d'actif depuis 1991) est haussé à 300 millions à partir du 1er avril 1998.

### Impôt sur les sociétés
La budget annonce une importante réforme de la fiscalité des entreprises:
- Le taux des cotisations pour le Fonds des services de santé est abaissé en deux temps pour les petites et moyennes entreprises[note 3] ;
- La déduction pour petite entreprise et le crédit d'impôt remboursable pour pertes sont abolis au 1er juillet 1999, créant ainsi un taux unique pour le revenu d'entreprise ;
- Le crédit d'impôt pour la création d'emploi, qui n'avait pas été très utilisé, est aboli à partir du 1er janvier 1999[7];
- Le congé fiscal aux nouvelles sociétés est amélioré ;
- Le crédit d'impôt pour dividende est majoré.

Les détails techniques ne sont pas présentés dans le budget mais au cours de l'année dans des bulletins techniques publiés par le ministère des Finances.
Le budget annonce également la prolongation du crédit d'impôt pour stage du 1er janvier 1999 au 1er janvier 2002 et la bonification du crédit d'impôt pour le régime d'apprentissage.

### Taxe de vente du Québec
Le budget annonce le relèvement du seuil d'application de la restriction pour le remboursement de taxe sur les intrants (RTI).

### Dépenses publiques
Dans les crédits budgétaires déposés le 25 mars 1998 le président du Conseil du trésor Jacques Léonard fait les annonces suivantes:
- Le ministère de la Santé et des Services sociaux obtient une hausse de budget de 3 % (soit 378 millions supplémentaires) dans le cadre de la stratégie gouvernementale de réinvestissement en santé ;
- L'éducation obtient une hausse de 0,3 % (+ 31 millions) après plusieurs années de réductions budgétaires ;
- 233 millions (soit 5,9 %) sont retirés du budget du ministère de l'Emploi et de la Solidarité du fait de la baisse continue du nombre d'allocataires de l'aide sociale ;
- Le ministère de la Famille et de l'Enfance obtient une nette augmentation (+ 25,6 % soit 255 millions) pour poursuivre le développement du réseau des centres de la petite enfance ;
- Des compressions de 185 millions (soit 2,5 %) sont annoncées pour les autres ministères.

Certaines sommes sont prévues pour des programmes spécifiques:
- 60 millions pour la mise en place du réseau des CLD ;
- 55 millions à la Société d'habitation du Québec pour le financement des programmes d'habitation ;
- 61 millions supplémentaires pour les infrastructures de transport.

Sur une base comparable les dépenses de programmes pour 1998-99 sont à peine 0,7 % plus élevées que celles de 1997-98 et sont nettement plus faibles qu'en 1995-95.

### Administration gouvernementale

#### Réforme comptable
Le ministre annonce une importante réforme de la comptabilité gouvernementale pour tenir compte des demandes du Vérificateur général du Québec. Le gouvernement s'engage dès lors:
- À comptabiliser intégralement dans la dette publique les engagements envers les régimes de retraite des employés du secteur public ;
- À amortir pleinement le coût des immobilisations du gouvernement (précédemment les achats d'immobilisations passaient à la dépense intégralement au moment de l'acquisition) ;
- À présenter des états financiers consolidés incluant 92 entités et les 34 fonds spéciaux sous la responsabilité du gouvernement du Québec.

#### Réorganisation des sociétés d'État
Le budget annonce la création d'Investissement Québec à partir des ressources de la Société de développement industriel (SDI) et de la Direction générale des investissements étrangers du ministère de l'Industrie, du Commerce, de la Science et de la Technologie. Investissement Québec remplace la SDI et vise à soutenir l'investissement des entreprises et le développement des PME.
Le budget annonce également une refonte de la structure des sociétés d'État tournées vers l'investissement : les sociétés spécialisées (SOQUIA, REXFOR, SOQUIP et SOQUEM) seront regroupées sous la responsabilité de la Société générale de financement (SGF) pour améliorer leur coordination.

## Réactions

### Monde politique
Le maire de Montréal Pierre Bourque se dit déçu par le budget et le manque de mesures pour résoudre les problèmes financiers structurels de la ville de Montréal.
Le porte-parole de l'opposition officielle sur les finances publiques, André Bourbeau, critique l'absence de baisse d'impôts, de mesures pour Montréal et le délai annoncé pour les mesures à destination des entreprises. Il critique également la réforme de la SGF qualifiée de « monstre économique digne des années soixante ».

### Médias
Claude Picher de La Presse pointe une disproportion entre le volume du budget (près de 1 000 pages et 12 livres) et le faible impact relatif des nombreuses mesures annoncées. Il souligne en revanche plusieurs aspects positifs:
- L'absence totale de hausse d'impôts ou de tarifs, même déguisée (mais regrette le prolongement de la désindexation des tables d'imposition) ;
- La réforme comptable qui rend les documents budgétaires plus crédibles et transparents.

## Parcours législatif
Le projet de loi qui met en place l'essentiel des dispositions du budget 1998 (et certaines autres déclarations ministérielles et bulletins d'informations du ministère des Finances) n'est pas présenté lors de la 35e législature et son principe est adopté plus d'un an après la présentation du budget (et même après le budget suivant) le 12 mai 1999,.
Le projet de loi est adopté à main levée le 17 décembre 1999 et est sanctionné le 20 décembre.

## Exécution
Le budget 1998-99 est très correctement exécuté, en partie grâce à la reprise économique qui stimule les revenus autonomes ainsi que des transferts fédéraux plus élevés que prévu. La cible de déficit est largement dépassée puisque le gouvernement du Québec termine l'année sur un surplus budgétaire (le premier depuis l'exercice 1958-59) de 126 millions de dollars.
L'amélioration de la situation économique permet de générer 166 millions d'économies au titre de l'aide sociale tandis que le gouvernement économise 90 millions au titre des rationalisations des dépenses de fonctionnement et que 111 millions de frais de restructuration sont évités
|                       |                       |                   |                      |           |
| Indicateur            | 31 mars 1998 Discours | Chiffres ajustés, | Résultats définitifs | Variation |
|                       |                       |                   |                      |           |
| Revenus autonomes     | 34 618                | 36 162            | 38 451               | 2 289     |
| Transferts fédéraux   | 6 097                 | 6 353             | 8 090                | 1 737     |
| Revenus totaux        | 40 715                | 42 515            | 46 541               | 4 026     |
|                       |                       |                   |                      |           |
| Dépenses de programme | 35 444                | 35 657            | 39 228               | 3 571     |
| Service de la dette   | 6 398                 | 8 058             | 7 187                | 871       |
| Dépenses              | 41 842                | 43 715            | 46 415               | 2 700     |
|                       |                       |                   |                      |           |
| Surplus / (Déficit)   | (1 127)               | (1 200)           | 126                  | 1 074     |
|                       |                       |                   |                      |           |